# Ted Braakman
Ted Cornelis (Ted) Braakman (Den Haag, 13 mei 1926 – Rotterdam, 2 december 2003) was een Nederlands bestuurder, topfunctionaris, woordvoerder en politicus voor de Volkspartij voor Vrijheid en Democratie (VVD).

## Levensloop
Na dat Braakman wiskunde had gestudeerd aan de Universiteit Leiden was hij medewerker bij de Technische Universiteit Delft. Van 1968 tot 1971 was hij directeur van de verzekeringsmaatschappij Nationale-Nederlanden. Van 1971 tot 1974 was hij daar voorzitter van de directie. Van 1974 tot 1984 was drs. Braakman lid van de raad van bestuur van de Nationale-Nederlanden en van 1984 tot 1 januari 1989 was hij daar de bestuursvoorzitter. Hij begon zijn politieke carrière vanaf 23 juni 1987 als lid van de Eerste Kamer der Staten-Generaal. Daar was hij lid tot 11 juni 1991. Hij was tevens woordvoerder van financiën en economische zaken van de VVD Eerste Kamerfractie. Vanaf 1989 was Ted Braakman lid van de raad van bestuur van de Europese Optiebeurs te Amsterdam.

## Partijpolitieke functies
- Lid van de adviescommissie kandidaatstelling VVD van de Eerste Kamer der Staten-Generaal

## Ridderorden
- Officier in de Orde van Oranje-Nassau
- Ridder in de Orde van de Nederlandse Leeuw